# 江与味村
江与味村（えよみそん）は、岡山県御津郡にあった村。
現在の加賀郡吉備中央町粟井谷、杉谷および久米郡美咲町江与味に当たる。

## 沿革
- 1889年6月1日 - 町村制施行に伴い、津高郡粟井谷村、江与味村、杉谷村が合併し、江与味村となる。
- 1900年4月1日 - 津高郡が御野郡と合併し、御津郡となる。
- 1953年7月1日 - 江与味村の内、大字江与味が久米郡旭町に編入、江与味村の内、大字粟井谷、杉谷が新山村に編入される。

## 現在の様子

### 教育
旧村内に現在教育機関なし

### 交通

#### 鉄道
旧村内を走る鉄道およびその駅なし

#### 道路

##### 高速道路
旧村内を走る高速道路なし

##### 国道
- 国道429号

##### 県道
- 主要地方道
  - 岡山県道49号高梁旭線
  - 岡山県道66号落合加茂川線

- 一般県道
  - 岡山県道370号江与味上河内線

### 河川・山岳

#### 河川
- 旭川
- 曽母谷川

### 寺院・神社

#### 神社
- 八幡宮